# Nurdäulet Qilybaj
Nurdäulet Igilikuly Qilybaj (kasachisch Нұрдәулет Игілікұлы Қилыбай, russisch Нурдаулет Игиликович Килыбай; * 10. April 1978 in Beineu, Kasachische SSR) ist ein kasachischer Politiker. Seit Mai 2024 ist er der Äkim (Gouverneur) des Gebietes Mangghystau.
Von 2020 bis 2022 war Qilybaj der Bürgermeister der Stadt Aqtau. Davor arbeitete er in verschiedenen Ministerien und Landesgesellschaften.

## Leben
Nurdäulet Qilybaj wurde 1978 in Beineu geboren und schloss 1999 die Kasachische Akademie für Verkehr und Kommunikation als Ingenieur ab. 2003 kam ein weiterer Abschluss an der Eurasischen Nationalen Universität in Wirtschaftswissenschaften hinzu.
Qilybaj begann seine Karriere als Beamter der Verkehrsbehörde in Atyrau. Danach arbeitete er von 2000 bis 2002 auf verschiedenen Positionen am Bahnhof Astana in der kasachischen Hauptstadt. Anschließend hatte er zwischen 2002 und 2005 verschiedene Positionen bei Qasaqstan Temir Scholy inne. Von 2005 bis 2009 und 2010 bis 2011 war Qilybaj Abteilungsleiter und Vorsitzender eines Ausschusses im Ministerium für Verkehr und Kommunikation.
Danach kehrte er zu Qasaqstan Temir Scholy zurück und arbeitete dort bis 2012. Er leitete den Ausschuss für Verkehr und Kommunikation des Ministeriums für Verkehr und Kommunikation von September 2012 bis Juli 2013. Nachdem er bis 2018 in verschiedenen Landesgesellschaften gearbeitet hatte, wurde er im November 2018 zum stellvertretender Äkim (Gouverneur) des Gebiets Mangghystau ernannt. Er arbeitete dort bis 2020 und wurde im Juni 2020 zum Bürgermeister der Stadt Aqtau ernannt.
Qilybaj wurde stellvertretender Akim des Gebiets Mangghystau im Oktober 2022. Er wurde auch im 25. Januar 2023 Direktor von Ösenmunajgas ernannt.
Am 17. Mai 2024 ernannte Präsident Qassym-Schomart Toqajew Qilybay zum Äkim des Gebiets Mangghystau.